# Comté de Hamilton (Nebraska)
Pour les articles homonymes, voir Comté de Hamilton.
Le comté de Hamilton est un comté de l'État du Nebraska, aux États-Unis. Son siège est la ville d'Aurora.

## Photos

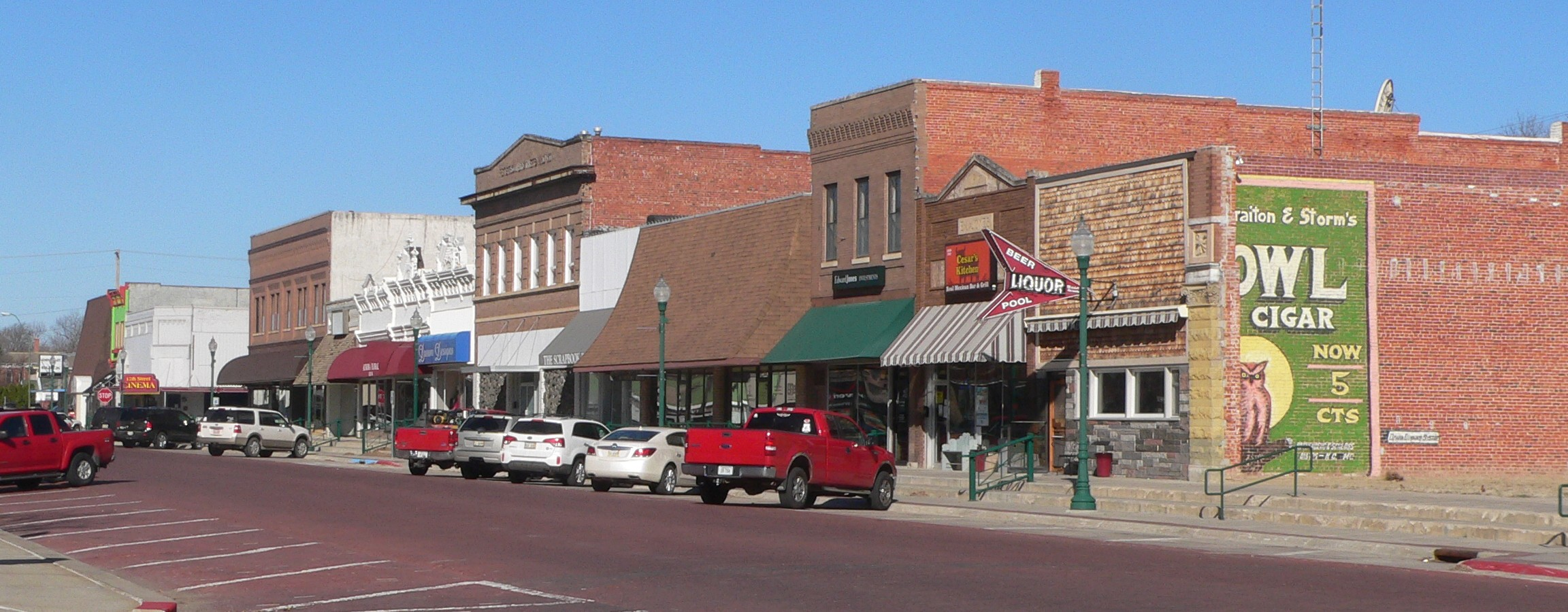
Rue principale d'Aurora, vue depuis la 13e rue.
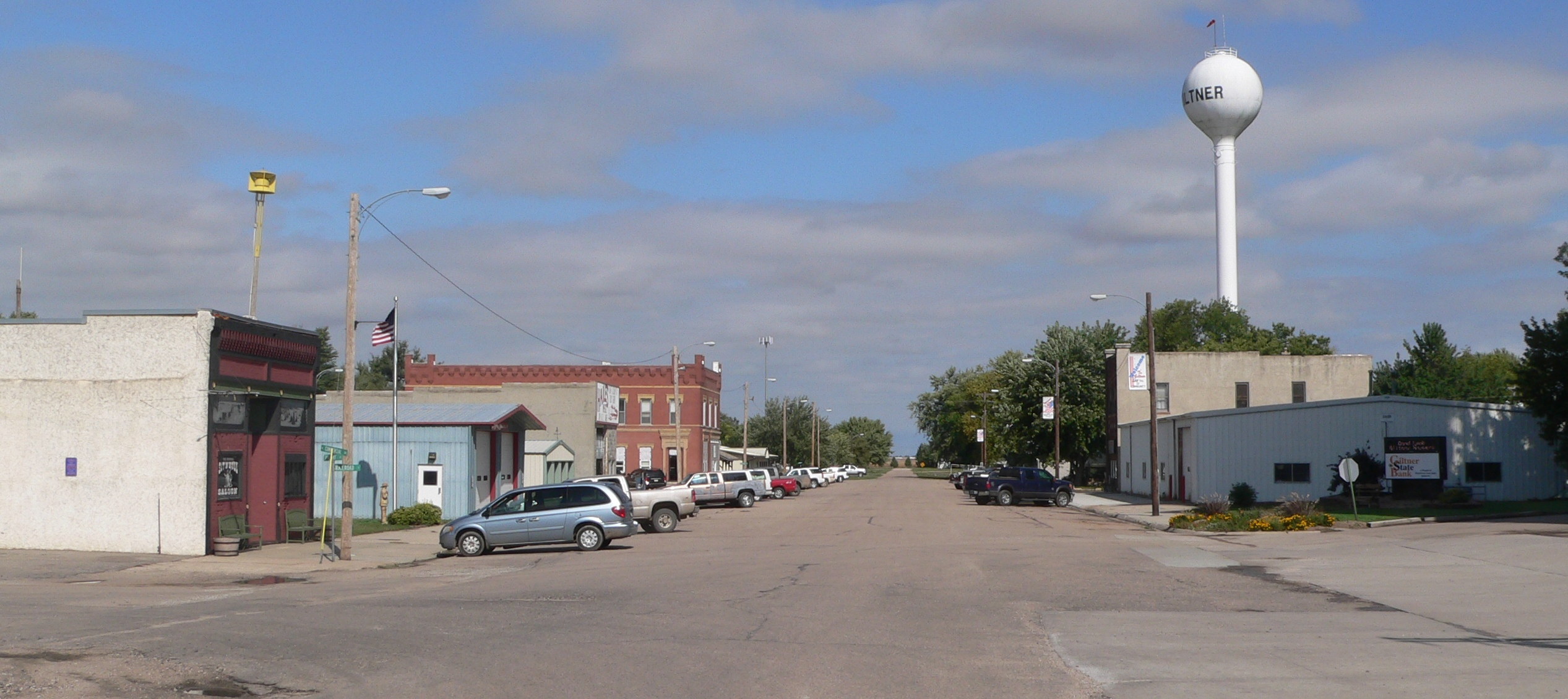
Centre-ville de Giltner.
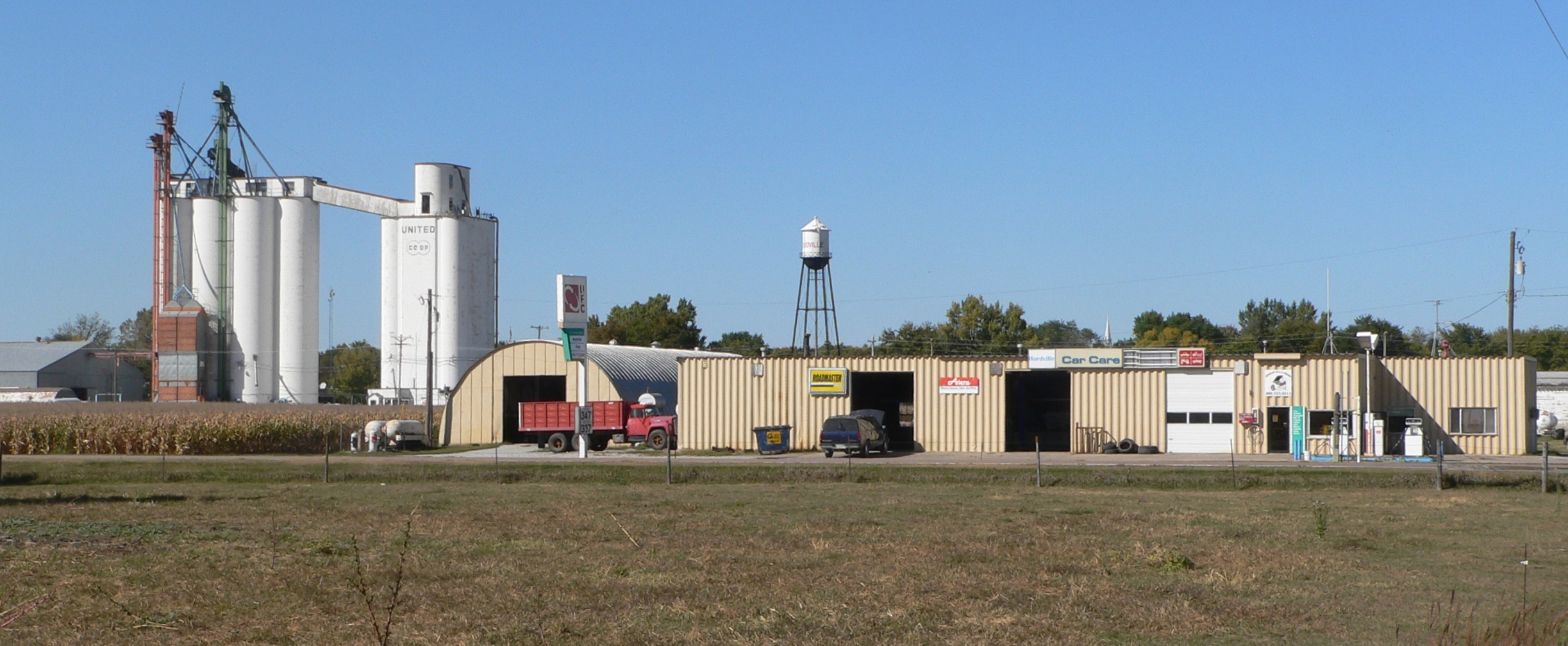
Hordville, vue du sud.
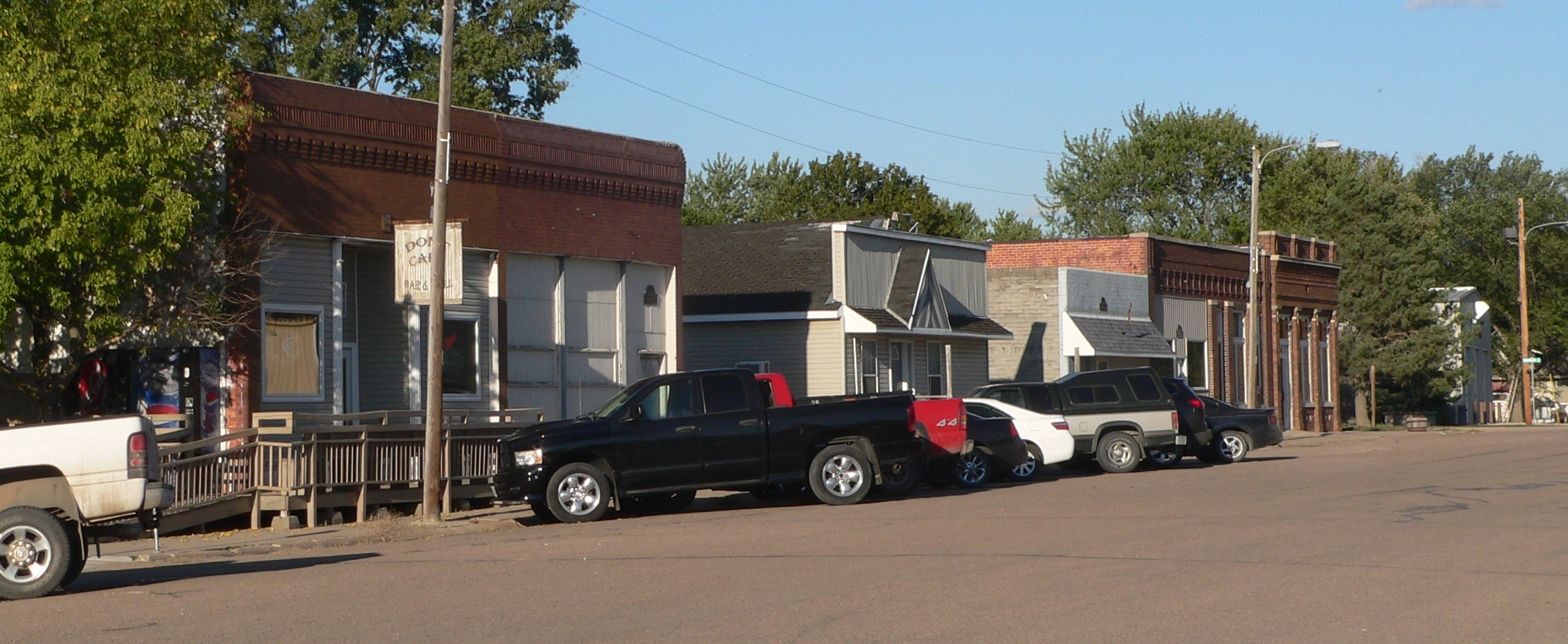
Centre-ville de Marquette.